# Cabo Crozier

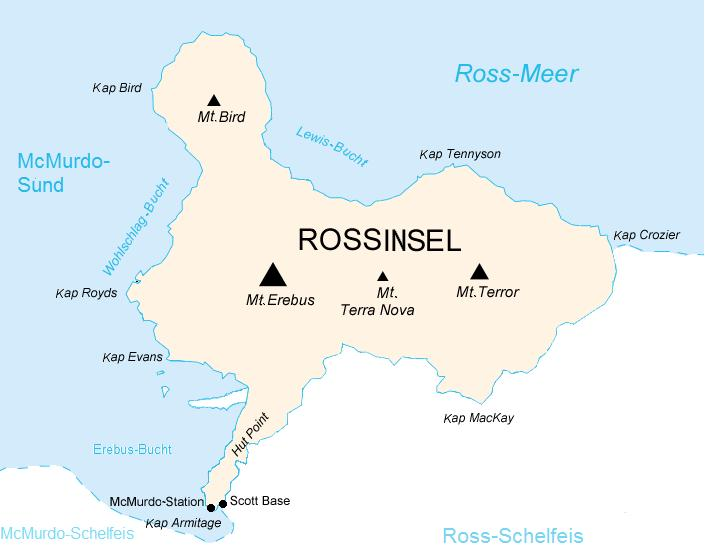
O cabo Crozier é o ponto mais a leste da Ilha de Ross, na Antártida.

O cabo Crozier é o ponto mais a leste da ilha de Ross, na Antártida. Foi descoberto em 1841 durante a expedição de James Clark Ross com os navios HMS Erebus e HMS Terror, e deve o seu nome a Francis Crozier, capitão do HMS Terror. 
No cabo, está o vulcão monte Terror, extinto, que se eleva a 3  262 m, e a beira da plataforma de gelo Ross (anteriormente conhecida como Barreira ou Grande Barreira de gelo) prolonga-se para este.